# Villa Mirafiori
Villa Mirafiori è una villa storica di Roma, sita lungo la via Nomentana. Oggi è una delle sedi della Facoltà di Lettere e Filosofia dell'università "La Sapienza".

## Storia
La villa fu realizzata tra il 1874 e il 1878 come residenza ufficiale di Rosa Vercellana, contessa di Mirafiori e favorita di re Vittorio Emanuele II. All'epoca il re si era appena trasferito con la sua corte da Firenze a Roma - divenuta da poco capitale del Regno d'Italia, a seguito della breccia di Porta Pia del 1870 - ove risiedeva nel palazzo del Quirinale, oltre a disporre della tenuta di caccia di villa Ada sulla via Salaria.
Fu quindi individuata e acquistata un'area suburbana adeguata, non molto distante dalle altre due proprietà sulla Nomentana di villa Torlonia e villa Massimo. Qui fu eretta la villa in stile neorinascimentale a tre piani, con una loggia d'ingresso, due avancorpi laterali leggermente avanzati ed una eclettica torre campanaria. L'abitazione era decorata con stucchi, vetrate, caminetti di marmo e pavimenti mosaicati ed era circondata da un giardino perimetrale curato da Emilio Richter, paesaggista di origini tedesche e direttore delle ville e dei parchi regali, che vi fece sistemare due laghi, una serra e un'uccelliera.
La contessa di Mirafiori dispose per pochi anni della villa: tre mesi dopo che lei e il re ebbero contratto matrimonio con rito civile proprio a villa Mirafiori Vittorio Emanuele morì e la Vercellana si trasferì a Pisa, ove trascorse il resto della vita. Di conseguenza, l'ampia proprietà terriera originariamente circostante la residenza fu in parte lottizzata e venduta. Dal 1930 la villa fu casa generalizia delle Dame del Sacro Cuore, finché nel 1975 fu acquistata dall'università "La Sapienza"; in quegli anni vi furono girate anche scene di due film ambientati nel XIX secolo: L'innocente di Luchino Visconti (1976), tratto dall'omonimo romanzo di D'Annunzio, e Al di là del bene e del male di Liliana Cavani (1977), ispirato alla vita di Nietzsche. In seguito ai necessari lavori di adeguamento degli ambienti, il 2 dicembre del 1980 villa Mirafiori fu adibita a sede degli allora istituti di filosofia e di lingue, che con la riforma del 2010 sono divenuti due dipartimenti della facoltà di lettere e filosofia.
Dopo il trasferimento del dipartimento di lingue presso l'edificio Marco Polo nel novembre 2017, l'edificio ospita il dipartimento di filosofia e parte del dipartimento di psicologia dello sviluppo (pedagogia).

## Collegamenti
È raggiungibile dalle stazioni Bologna e Sant'Agnese/Annibaliano.

## Galleria d'immagini

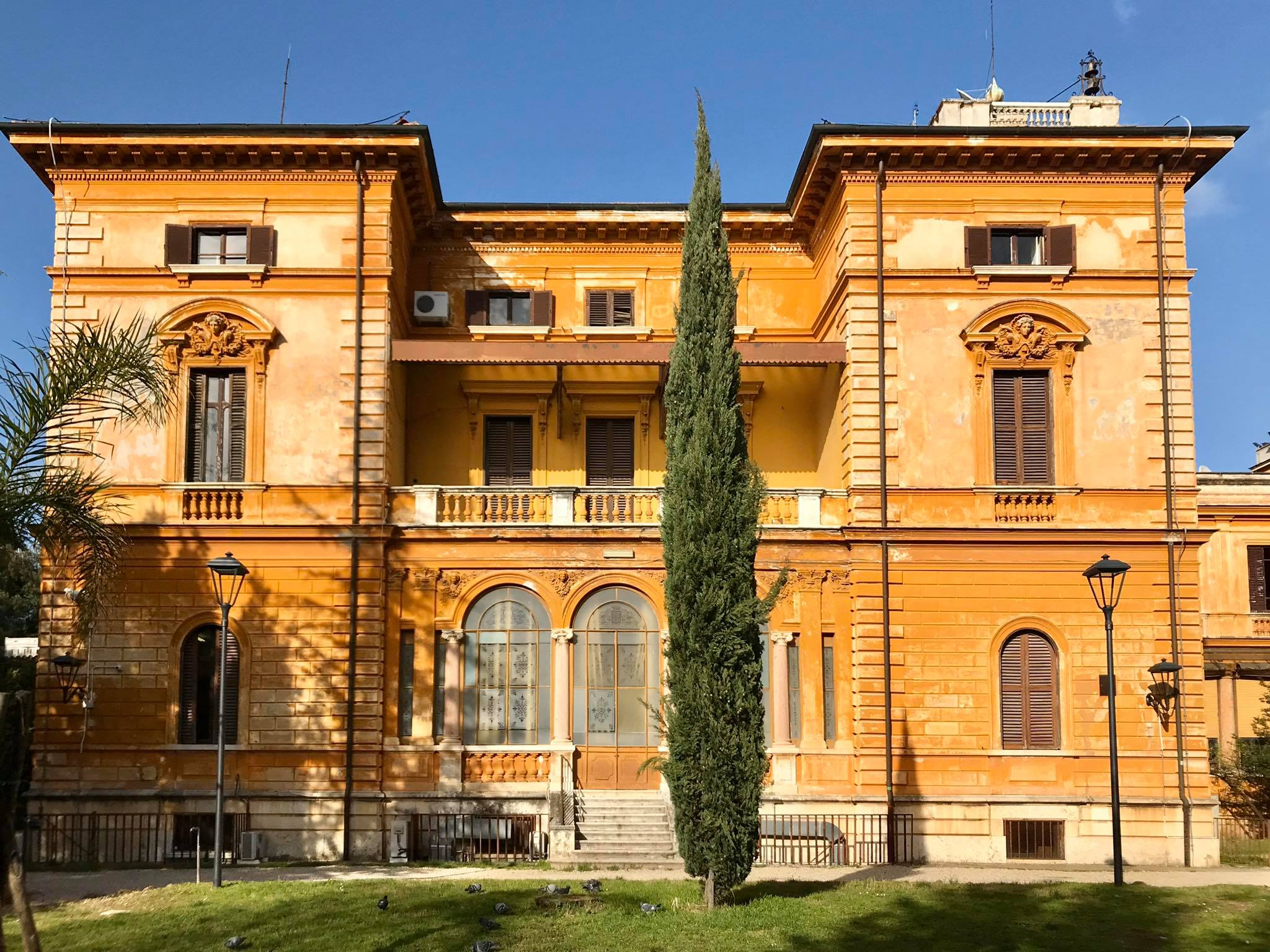
La facciata sud, originariamente la facciata principale della villa storica, con la sua loggia d'ingresso
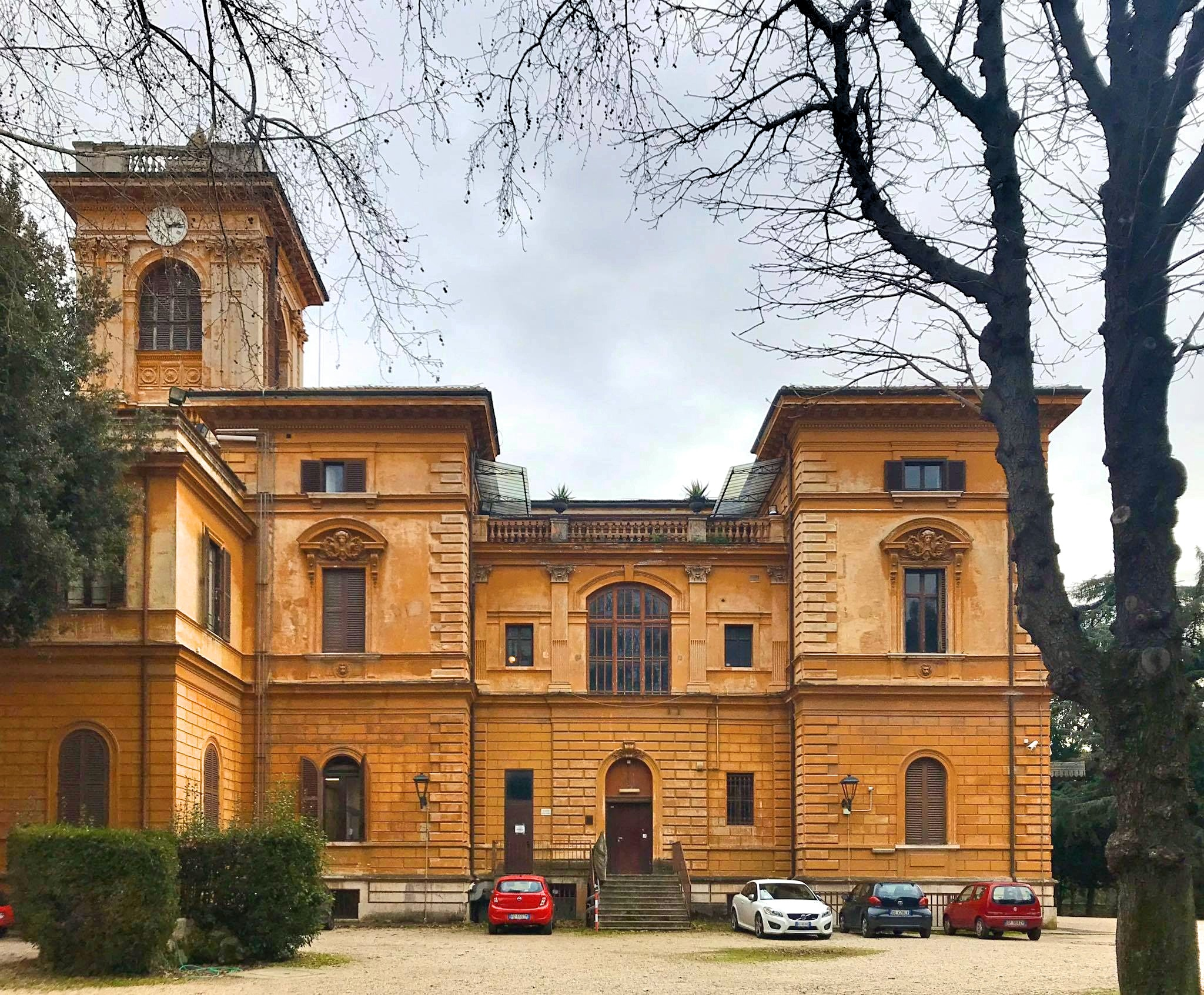
La facciata nord. Sulla sinistra è visibile la torre campanaria
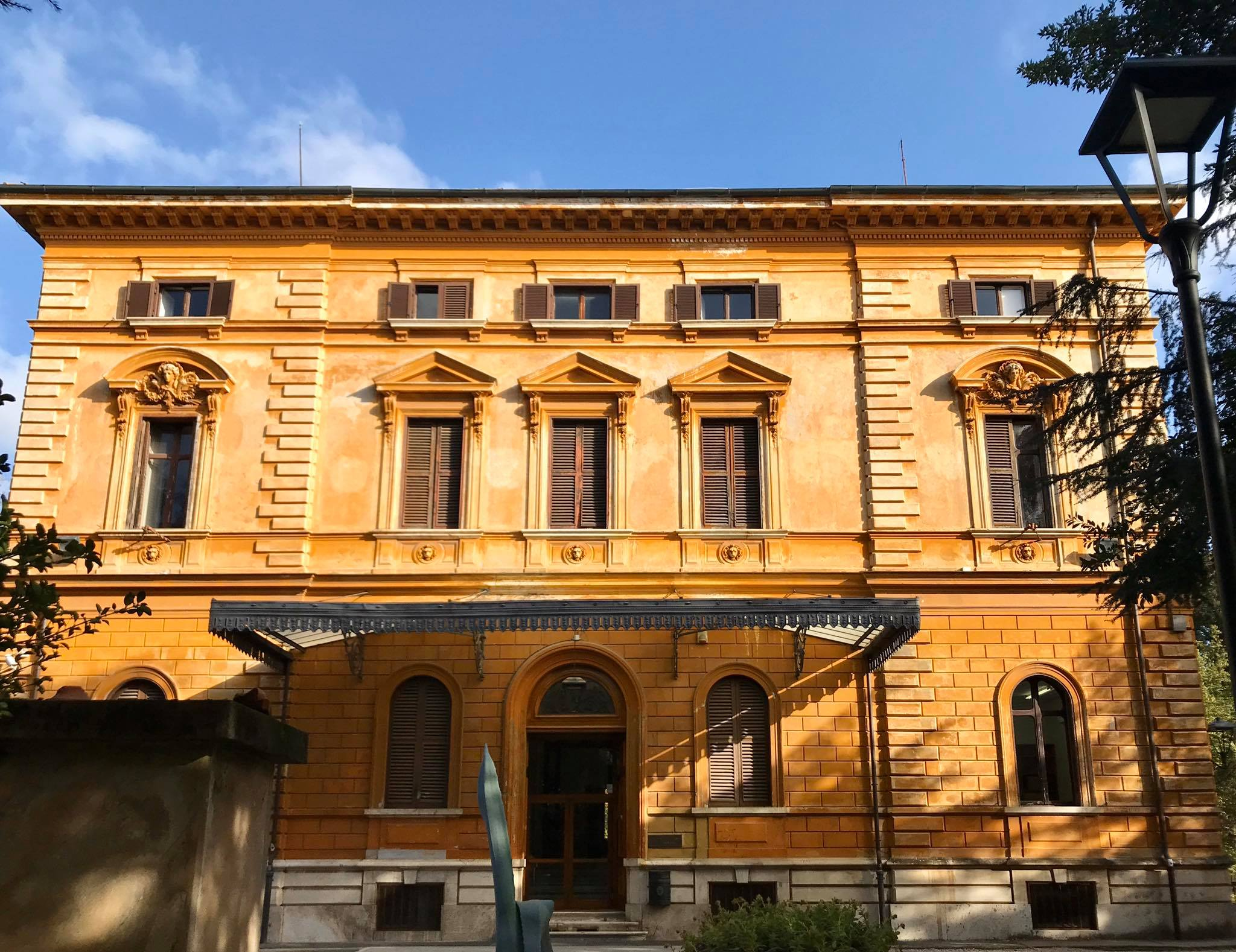
La facciata ovest, con la pensilina di ferro
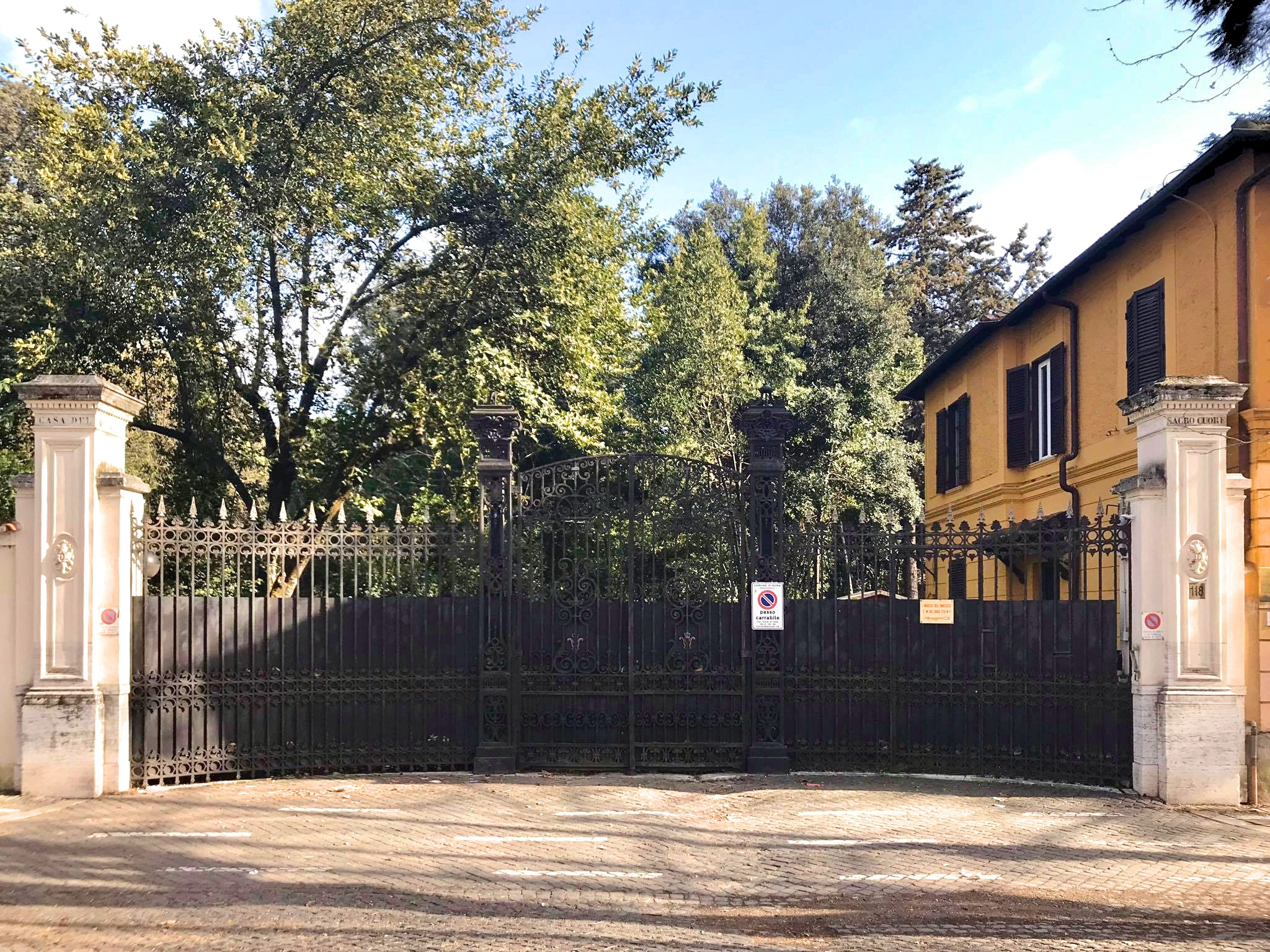
L'ingresso storico della villa su via Nomentana. Sulle colonne ai lati del cancello è leggibile la dicitura Casa del Sacro Cuore
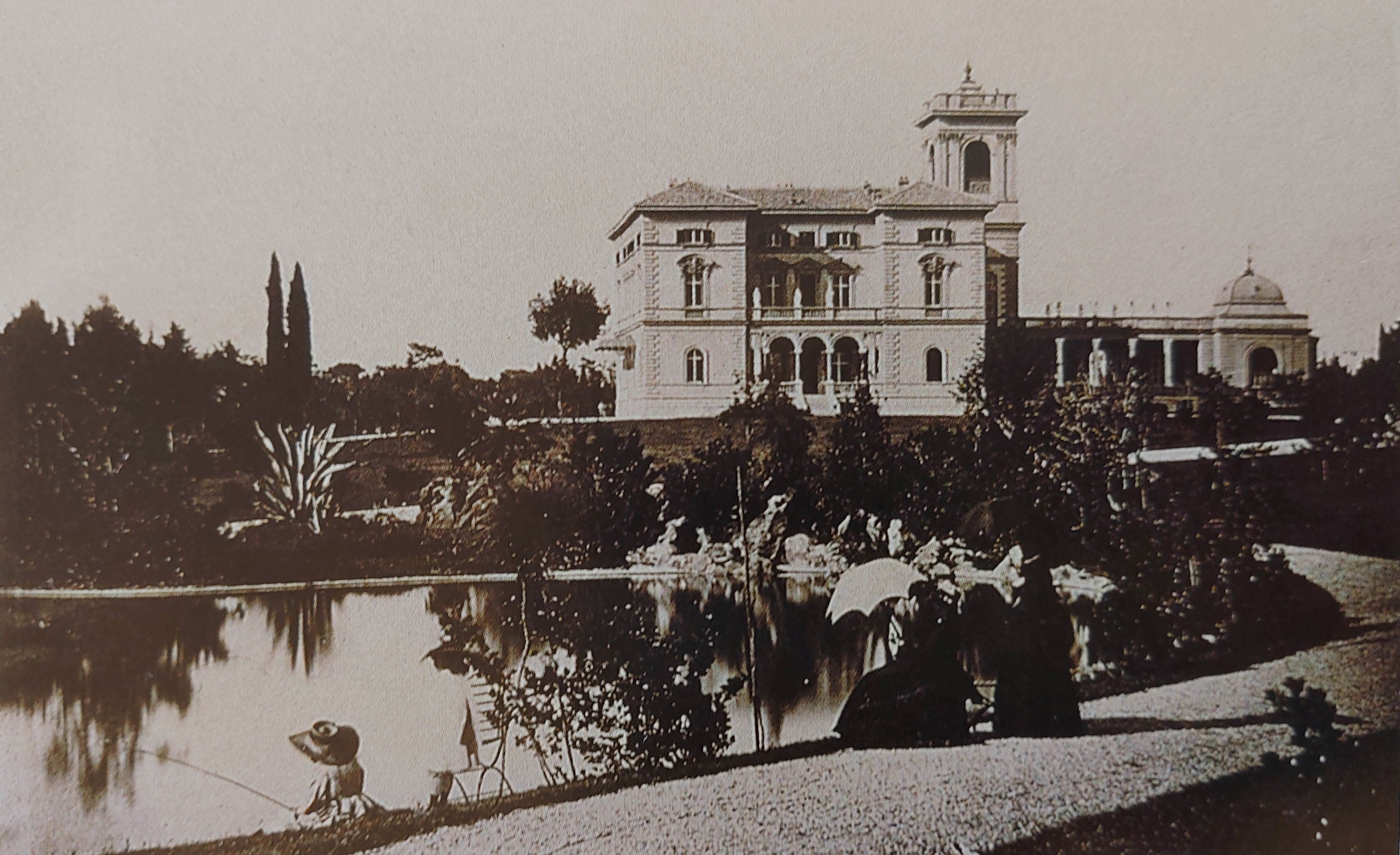
Veduta del parco alla fine del XIX secolo